# ×Polypogonagrostis major
Polypogonagrostis major là một loài thực vật có hoa trong họ Hòa thảo. Loài này được (Hack.) Maire & Weiller miêu tả khoa học đầu tiên năm 1953.